# Malacomeles pringlei
Malacomeles pringlei är en rosväxtart som först beskrevs av Emil Bernhard Koehne, och fick sitt nu gällande namn av Billie Lee Turner. Malacomeles pringlei ingår i släktet Malacomeles och familjen rosväxter. Inga underarter finns listade i Catalogue of Life.